# Джон Ламбтон, 1-й граф Дарема
Джон Джордж Ламбтон, 1-й граф Дарема(званий також «Радикальним Джеком»; 12 квітня 1792, Лондон — 28 липня 1840, Ковз) — британський державний діяч партії вігів і член британської делегації на Віденському конгресі.

## Життєпис
Джон Джордж Ламбтон народився в Лондоні 17 квітня 1792 року і навчався в Ітонському коледжі в Ітоні. У 1813 році він став членом Палати громад як депутат від графства Дарем, де став рішучим прихильником реформування виборчого процесу для членів парламенту. 29 січня 1828 року йому було надано спадковий титул барона Дарема, міста Дарем і замку Ламбтон в графстві Дарем, таким чином вийшовши з Палати громад і отримавши місце в Палаті лордів. Як радник і лорд-хранитель печатки, на посадах, які він обіймав з 1830 по 1833 рік, він працював під керівництвом свого тестя, прем'єр-міністра Чарльза Ґрея, 2-го графа Ґрея (що дав ім'я чаєві Ерл Ґрей), і йому було доручено разом з іншими членами парламенту розробити та прийняти Закон про реформу 1832 року. Однією з цілей реформи було розширення виборчих прав у Великій Британії. Оскільки Дарем був особливо відданий цьому, він отримав від короля на знак подяки 23 березня 1833 року титул графа Дарема і віконта Ламбтона. Однак у тому ж році він подав у відставку на знак протесту проти дій свого уряду в Ірландії. У 1835—1837 роках був послом Великої Британії в Росії.
Але вже в 1838 році він був призначений генерал-губернатором Британської Північної Америки. Оскільки сьогоднішня Канада тоді була частково населена англомовними, а частково франкомовними канадцями, між колоніями панувала напруга. Всього через п’ять місяців він пішов у відставку через різку критику його поведінки з боку Великої Британії. Тим не менш, Дарем написав свою «Доповідь про справи Британської Північної Америки» (1839), в якій запропонував надати Британській Північній Америці статус колонії і передати її під управління автономного уряду. Місцева влада мала бути розподілена між усіма меншими провінціями, але сюзеренітет залишався за англійцями. Об'єднання Канади за планами Дарема відбулося в 1867 році за допомогою Британської Північноамериканської угоди, яка залишалась нечинною більше 20 років. Ця концепція колоніального самоврядування під британським суверенітетом, яку він розробив, пізніше стала, у дещо зміненому вигляді, основою Британської Співдружності.
За думками дослідників, звіт Дарема є «одним із найважливіших документів у світовій конституційній історії. Він встановив принцип балансування інтересів переселенців та імперської метрополії в рамках різнобічних демократичних інститутів.

Дарем зневажав франкомовних канадців, називаючи їх:
… народом без історії, без літератури і без освіти.
Дарем помер 28 липня 1840 року в Ковз на острові Вайт (Айл-оф-Вайт).

## Вебпосилання
- Porträts [Архівовано 13 лютого 2022 у Wayback Machine.] im Portraitindex Frühe Neuzeit
- Jörg Seifarth: Souvenir: Geschichtsbilder und Identitätsreferenzen im Kontext von Sprache und Nationalkultur (Québec). [Архівовано 13 лютого 2022 у Wayback Machine.] (PDF; 3,9 MB) Dissertation, HU Berlin, 2004 (Exkurs zu Durham: S. 151–168.; die ganze Diss., Volltext, enthält 260 Mal „Durham“)